# Tafí del Valle megye
Tafí del Valle egy megye Argentína északnyugati részén, Tucumán tartományban. Székhelye Tafí del Valle.

## Földrajz
Északnyugati részén található Argentína egyik legjelentősebb régészeti lelőhelye, a kilme indiánok egykori szent városa, Quilmes.

## Népesség
A megye népessége a közelmúltban a következőképpen változott:
| Év   | Lakosság |
| ---- | -------- |
| 2001 | 13 767   |
| 2010 | 14 933   |